# Philodendron angustialatum
Philodendron angustialatum är en kallaväxtart som beskrevs av Adolf Engler. Philodendron angustialatum ingår i släktet Philodendron och familjen kallaväxter. Inga underarter finns listade.